# Блу-Пойнт (Нью-Йорк)
Блу-Пойнт (англ. Blue Point) — переписна місцевість (CDP) в США, в окрузі Саффолк штату Нью-Йорк. Населення — 5156 осіб (2020).

## Географія
Блу-Пойнт розташований за координатами 40°45′5″ пн. ш. 73°2′9″ зх. д. / 40.75139° пн. ш. 73.03583° зх. д. (40.751516, -73.035841).  За даними Бюро перепису населення США в 2010 році переписна місцевість мала площу 4,66 км², з яких 4,65 км² — суходіл та 0,01 км² — водойми.

## Демографія
Згідно з переписом 2010 року, у переписній місцевості мешкали 4773 особи в 1680 домогосподарствах у складі 1282 родин. Густота населення становила 1024 особи/км².  Було 1747 помешкань (375/км²).
Расовий склад населення:
| - 95,3 % — білих - 1,7 % — азіатів - 0,8 % — чорних або афроамериканців - 0,2 % — корінних американців - 1,0 % — осіб інших рас |

До двох чи більше рас належало 1,0 %. Частка іспаномовних становила 4,2 % від усіх жителів.
За віковим діапазоном населення розподілялося таким чином: 24,4 % — особи молодші 18 років, 62,3 % — особи у віці 18—64 років, 13,3 % — особи у віці 65 років та старші. Медіана віку мешканця становила 41,3 року. На 100 осіб жіночої статі у переписній місцевості припадало 96,7 чоловіків;  на 100 жінок у віці від 18 років та старших — 94,5 чоловіків також старших 18 років.
Середній дохід на одне домашнє господарство  становив 115 341 долар США (медіана — 108 704), а середній дохід на одну сім'ю — 130 660 доларів (медіана — 117 310). Медіана доходів становила 73 944 долари для чоловіків та 47 216 доларів для жінок. За межею бідності перебувало 4,5 % осіб, у тому числі 5,6 % дітей у віці до 18 років та 7,2 % осіб у віці 65 років та старших.
Цивільне працевлаштоване населення становило 2524 особи. Основні галузі зайнятості: освіта, охорона здоров'я та соціальна допомога — 35,1 %, науковці, спеціалісти, менеджери — 12,6 %, публічна адміністрація — 8,9 %, будівництво — 7,5 %.